# Referendum in den Niederlanden über das Assoziierungsabkommen zwischen der Europäischen Union und der Ukraine

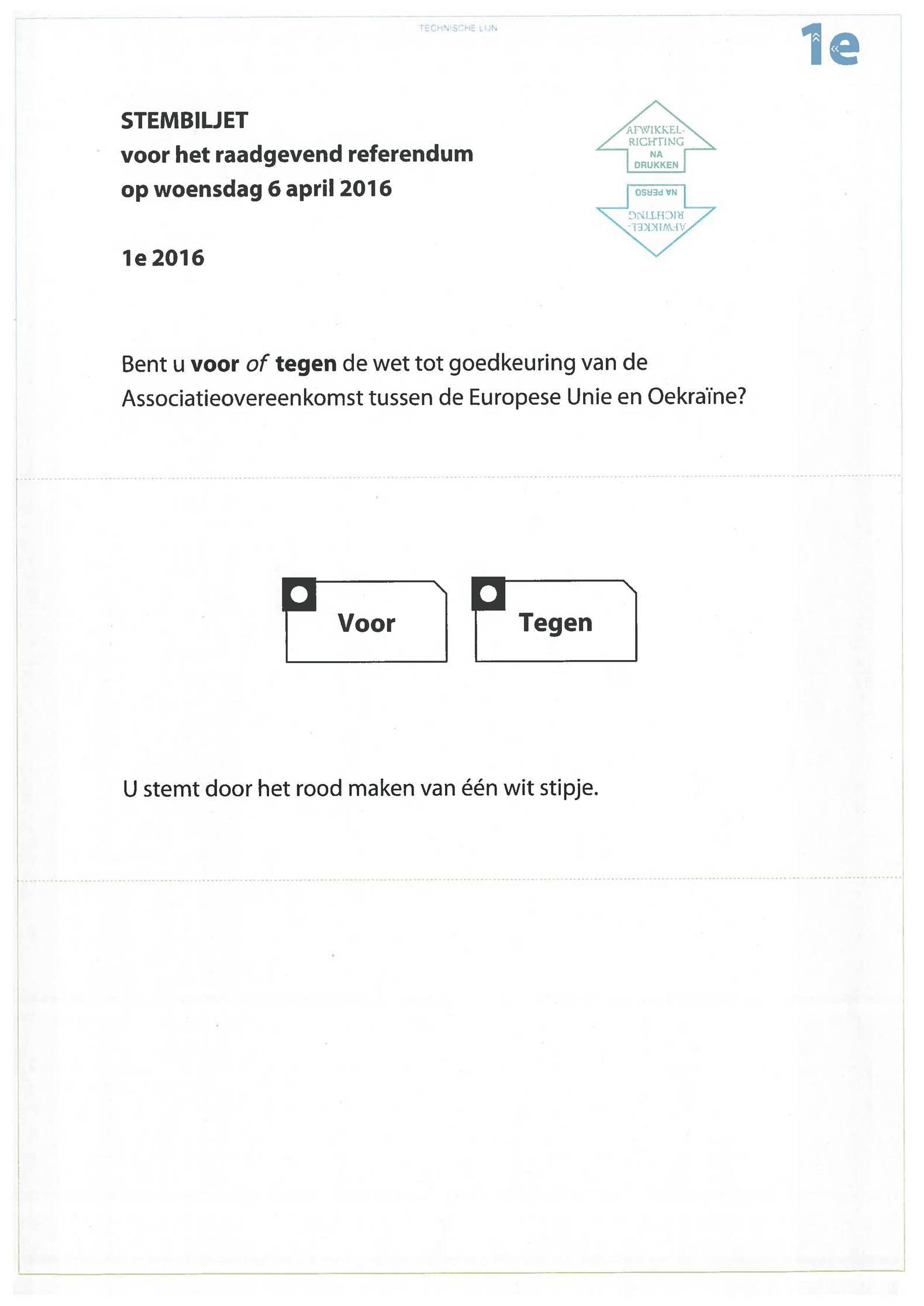
Stimmzettel (stembiljet) zum Referendum

Das Referendum in den Niederlanden über das Assoziierungsabkommen zwischen der Europäischen Union und der Ukraine war ein nationales konsultatives Referendum über die Zustimmung der Niederlande zum Assoziierungsabkommen zwischen der Europäischen Union, der Europäischen Atomgemeinschaft, ihren 28 Mitgliedstaaten und der Ukraine, das am 6. April 2016 in den Niederlanden stattfand. Das Assoziierungsabkommen wurde dennoch durch Abstimmungen im Unterhaus am 21. Februar 2017 und im Oberhaus am 30. Mai 2017 ratifiziert, nachdem die EU Erklärungen vorgenommen hatte, es würde keine Militärhilfe und kein zusätzliches Geld in die Ukraine fließen und der Vertrag würde die Ukraine nicht zu einem EU-Beitrittskandidaten machen.
Rechtsgrundlage des Referendums war das am 1. Juli 2015 angenommene Gesetz zum konsultativen Referendum. Dadurch war es möglich, eine Volksbefragung über ein bereits angenommenes Gesetz zu beantragen, falls innerhalb von sechs Wochen 300.000 Unterschriften von Wahlberechtigten eingereicht werden. Die Aktionsgruppe GeenPeil, eine Partnerschaft zwischen der Website GeenStijl und den Bürgerinitiativen Burgercomité-EU und Forum voor Democratie, setzte sich dafür ein, die notwendigen Unterschriften zu sammeln. Insgesamt wurden 427.939 gültige Unterschriften beim Wahlrat eingereicht. Damit wurde das nötige Quorum von 300.000 Stimmen erreicht.
Das Referendum fand am Mittwoch, den 6. April 2016, während der niederländischen EU-Ratspräsidentschaft, statt. Das Ergebnis des Referendums war erst bei einer Wahlbeteiligung von mindestens 30 % gültig und nicht verbindlich. Die den Wählern vorgelegte, mit „Für“, „Gegen“ oder einer Enthaltung zu beantwortende Frage lautete:

“Bent u voor of tegen de wet tot goedkeuring van de Associatieovereenkomst tussen de Europese Unie en Oekraïne?”

„Sind Sie für oder gegen das Gesetz zur Genehmigung des Assoziierungsabkommens zwischen der Europäischen Union und der Ukraine?“

61 % der Abstimmenden votierten gegen den Vertrag. Die Wahlbeteiligung betrug 32,28 %.

## Vorgeschichte

Nach jahrelangen Verhandlungen wurde das Assoziierungsabkommen zwischen der Europäischen Union und der Ukraine am 27. Juni 2014 unterzeichnet. In den Niederlanden stimmte die Zweite Kammer am 7. April 2015 dem Gesetz zur Genehmigung des Vertrags mit der Ukraine zu. Der CDA, die ChristenUnie, die SGP, die VVD, die Gruppe Kuzu/Öztürk, 50PLUS, D66, GroenLinks, die PvdA, sowie die Abgeordneten Houwers, Klein und Van Vliet stimmten für den Vertrag. Die SP, die Gruppe Bontes/Van Klaveren, die PVV und die Partij voor de Dieren stimmten dagegen.
Die Erste Kammer verabschiedete das Gesetz am 7. Juli 2015. In der Ersten Kammer stimmte ebenfalls die Onafhankelijke Senaatsfractie zu. Einen Tag später, am 8. Juli 2015, erfolgte die königliche Ausfertigung, und das Gesetz wurde im Staatscourant veröffentlicht.

### Gesetz zum konsultativen Referendum
Der Antrag zum Referendum erfolgte auf Rechtsgrundlage des am 1. Juli 2015 in Kraft getretenen Gesetzes zum konsultativen Referendum (Wet raadgevend referendum). Das Gesetz unterscheidet zwei Phasen für den Antrag zu einer Volksbefragung: den einleitenden Antrag und den definitiven Antrag. Für den einleitenden Antrag werden 10.000 gültige Unterschriften innerhalb von vier Wochen nach der Veröffentlichung des Beschlusses, in dem die Möglichkeit zur Durchführung eines Referendums über das jeweilige Gesetz erklärt wird, benötigt. Um einen gültigen Antrag zu stellen, müssen die vom Wahlrat bereitgestellten Formulare benutzt werden. Die Gültigkeit eines Antrags ist außerdem von den eingetragenen Daten, der Wahlberechtigung und dem Empfangsdatum abhängig. Der Wahlrat stellt anhand einer Zufallsstichprobe die Anzahl der gültigen Formulare fest. Wird der einleitende Antrag vom Wahlrat genehmigt, beginnt die definitive Phase. In dieser Phase müssen 300.000 gültige Anträge innerhalb von sechs Wochen beim Wahlrat eingereicht werden. Wird der definitive Antrag vom Wahlrat genehmigt, muss die Regierung innerhalb von sechs Monaten ein konsultatives Referendum organisieren.
| Antrag              | Dauer    | Enddatum           | Hürde   | Eingereicht | Gültig  |
| ------------------- | -------- | ------------------ | ------- | ----------- | ------- |
| Einleitender Antrag | 4 Wochen | 6. August 2015     | 10.000  | 14.441      | 13.480  |
| Definitiver Antrag  | 6 Wochen | 28. September 2015 | 300.000 | 472.849     | 427.939 |

Das Gesetz zur Genehmigung des EU-Assoziierungsabkommens mit der Ukraine kam gemäß dem Gesetz für ein Referendum in Frage. Als Antwort darauf kündigte GeenStijl am 10. Juli an, dass sie zusammen mit dem Burgercomité-EU Unterschriften für das Referendum sammeln will. Das Forum voor Democratie schloss sich später an.
Der Einsendeschluss der einleitenden Phase für das Referendum war am 6. August 2015. Am 13. August gab der Wahlrat bekannt, dass er insgesamt 14.441 Anträge erhalten habe. Ausgehend von der Zufallsstichprobe erklärte der Wahlrat 13.480 Anträge für gültig. Damit konnte der einleitende Antrag angenommen werden.
Für die definitive Phase war der 28. September 2015 der Einsendeschluss. Um den Sammelprozess zu vereinfachen, entwickelte GeenStijl ein Programm, mit dem man das Antragsformular digital ausfüllen und unterschreiben konnte. Nach eigenen Angaben empfing GeenStijl über dieses Programm mehr als 30.000 Unterschriften innerhalb von 24 Stunden. Der Wahlrat gab am 14. Oktober 2015 bekannt, dass insgesamt 472.849 Unterschriften eingegangen seien, von denen auf der Grundlage der Stichprobe 427.939 für gültig erklärt wurden. Die Regierung musste aus diesem Grund ein Referendum über das EU-Assoziierungsabkommen mit der Ukraine organisieren.

### Klage
Gegen den Beschluss des Wahlrates, ein Referendum über das EU-Assoziierungsabkommen mit der Ukraine zu organisieren, erhob der ehemalige Anwalt Jeroen de Kreek eine Klage beim Staatsrat. Er behauptete unter anderem, dass die Unterstützungserklärungen unkorrekte und unvollständige Daten enthielten und dass alle elektronischen Formulare, die über das Programm von GeenPeil ausgefüllt und unterzeichnet wurden, keine gültige Unterschrift gehabt hätten. Die Verwaltungsrechtsabteilung des Staatsrates erklärte die Klage jedoch für unzulässig, da De Kreek kein Betroffener war. Da die Klage als unzulässig abgewiesen wurde, ging die Verwaltungsrechtsabteilung des Staatsrates inhaltlich nicht weiter auf die Beschwerden von De Kreek ein.

### Ratifikation des Abkommens
Durch den Erfolg des Antrags zum Referendum konnten die Niederlande dem Ministerpräsidenten Mark Rutte zufolge das Abkommen vorerst nicht ratifizieren. Nach EU-Recht müssen die Entscheidungen einstimmig durch alle EU-Mitgliedstaaten getroffen werden, damit das Abkommen zwischen der Europäischen Union und der Ukraine in Kraft treten kann. Der politische Teil des Abkommens wurde seit dem 4. November 2014 und der wirtschaftliche Teil – die Vertiefte und umfassende Freihandelszone (DCFTA) – seit dem 1. Januar 2016 vorläufig angewandt. Dieser letzte Teil betrifft insbesondere die Bestimmungen im Zusammenhang mit dem Außenhandel. Laut dem niederländischen Außenminister Bert Koenders wurden bereits 70 Prozent der Vertragsartikel vorläufig angewandt. Zur Zeit der Vorbereitungen zum Referendum hatten nur die Niederlande, die Europäische Union und die Europäische Atomgemeinschaft das Vertragswerk nicht ratifiziert.

### Kosten
Für die Organisation des Referendums wurde zunächst ein Anfangsbetrag von 25 Millionen Euro zur Verfügung gestellt. Von diesem Betrag sollten fünf Millionen Euro an die Referendumskommission und 20 Millionen Euro an die niederländischen Gemeinden gehen. Die Vereniging van Nederlandse Gemeenten (VNG) gab an, dass dieser Betrag wahrscheinlich nicht ausreichen würde. Nach Angaben der VNG ist die Organisierung einer Volksabstimmung eine neue Aufgabe für die Gemeinden und der zur Verfügung gestellte Betrag weniger als die Hälfte des Betrags, der für die Parlamentswahlen im Jahr 2012 bereitgestellt wurde. Die Abgeordneten Koşer Kaya (D66) und Van Raak (SP) reichten am 17. November 2015 einen Änderungsantrag zur Erhöhung des Betrags im kommunalen Haushalt mit 22,2 Millionen Euro ein. Dadurch würde der Gesamtbetrag für die Gemeinden auf 42,2 Millionen Euro ansteigen. Bei der Abstimmung über den Änderungsantrag am 3. Dezember 2015 wurde dieser abgelehnt, da die Regierungsparteien VVD und PvdA sowie der CDA, die ChristenUnie und die SGP dagegen stimmten. Auch ein von der PVV-Fraktion in der Ersten Klammer eingereichter Antrag zur Budgeterhöhung war erfolglos. Am 22. Dezember wurde der Antrag mit 43 Nein- und 31 Ja-Stimmen abgelehnt. Neben der PVV stimmten auch D66 und die SP für diesen Antrag. Am 12. Januar 2016 wurde bekannt, dass der niederländische Innenminister Ronald Plasterk, nach Rücksprache mit der VNG, den Betrag im kommunalen Haushalt um 10 Millionen Euro erhöhen werde. Damit stand für die Organisation des Referendums ein Gesamtbetrag von 30 Millionen Euro bereit.

### Referendumskommission
Gemäß dem „Wet raadgevend referendum“ wurde am 29. September 2015 eine aus fünf Mitgliedern bestehende unabhängige, für den ordentlichen Ablauf des Referendums verantwortliche Referendumskommission eingerichtet. Medy van der Laan, Staatssekretärin für Kultur und Medien im Kabinett Balkenende II, wurde zur Vorsitzenden der Kommission ernannt. Die Kommission hatte die Aufgabe, das Datum des Referendums zu bestimmen, den Namen des Abkommens auf dem Stimmzettel festzulegen, den Wählern Informationen zum Abkommen zu geben und Zuschüsse für Aktivitäten auszugeben, welche die Debatte über das Abkommen anregen soll.

### Zuschüsse
Die Referendumskommission kündigte am 16. November 2015 an, für den Wahlkampf zwei Millionen Euro zur Verfügung zu stellen. Sowohl Befürworter als auch Gegner des Assoziierungsabkommens, egal ob (politische) Partei, Organisation, Unternehmen oder Privatperson, konnten Zuschüsse für ihre Wahlkampagne beantragen. Dies galt auch für neutrale Kampagnen. Von den zwei Millionen Euro wurden jeweils 700.000 Euro auf die „Ja“- bzw. die „Nein“-Kampagnen zur Verfügung gestellt. Den neutralen Kampagnen wurden 600.000 Euro bereitgestellt. 80 Prozent des Zuschuss-Gesamtbetrags erhielten Organisationen. Die verbleibenden 20 Prozent waren Einzelpersonen vorbehalten. Im Zeitraum vom 14. Dezember 2015 bis zum 14. Januar 2016 konnten Zuschussanträge vorgelegt werden, die alle gleich behandelt wurden. Im Falle, dass danach noch finanzielle Mittel übrig waren, konnten noch bis zum 2. März 2016 Anträge eingereicht werden. Diese Anträge wurden in der Reihenfolge ihres Eingangs bei der Referendumskommission behandelt.
Am 3. Februar 2016 wurde bekannt gegeben, dass bereits 170 Anträge bei der Referendumskommission eingegangen waren. Von den eingegangenen Anträgen wäre allerdings fast die Hälfte „technisch nicht in Ordnung“. Bei einem Teil der Anträge fehlte eine Unterschrift, und manche Anträge waren inhaltlich zu knapp gefasst. Wegen der vielen fehlerhaften Anträge konnte nur ein kleiner Teil der Anträge zunächst genehmigt werden. Am 3. Februar waren erst drei Anträge genehmigt, darunter eine „Nein“-Kampagne und zwei neutrale Kampagnen. Am selben Tag waren mit insgesamt 3.769.942 Euro deutlich mehr als die verfügbaren zwei Millionen Euro beantragt. Der SP-Abgeordnete Harry van Bommel, der im Namen seiner Partei eine „Nein“-Kampagne starten wollte, nannte am 2. Februar 2016 das Verfahren für Zuschussanträge ein „Chaos und ein Durcheinander“. So sei auf dem Antragsformular – auch für Vereine – nur für eine Unterschrift Platz. Der Minister für Wohnen und öffentliche Verwaltung Stef Blok widersprach der Ansicht, dass das Antragsformular ein „Durcheinander“ sei, sah aber ein, dass es Kommunikationsprobleme gebe. Am 12. Februar 2016 wurden mehr als siebzig Anträge genehmigt. Dies entsprach einem Gesamtbetrag von 850.000 Euro.
Nach dem Fristablauf gab die Referendumskommission bekannt, dass die Zuschüsse über 110 Einzelpersonen und Organisationen verteilt wurden. Es wurden insgesamt 310 Anträge für einen Gesamtbetrag in Höhe von ungefähr 5,5 Millionen Euro eingereicht. 120 Anträgen wurde wegen Überschreitung des Budgets nicht stattgegeben. Beispiele für Aktivitäten, die mittels der Zuschüsse finanziert werden, sind spezielle Websites, Flugblätter, Anzeigen, Radiowerbung, Webvideos, Informations- oder Diskussionsmöglichkeiten über das Internet und Social Media, Diskussionsveranstaltungen, bedruckte Toilettenpapierrollen und Fahrradsatteldecken sowie eine „voting advice application“ und ein „Fact-Checker“ – eine Website zur Überprüfung inhaltlicher Fakten über das Thema – im Internet.

### Unabhängige Wahlbeobachtung
GeenPeil schickte am 3. Dezember 2015 der Organisation für Sicherheit und Zusammenarbeit in Europa (OSZE) ein Schreiben mit der Bitte um unabhängige Wahlbeobachter. Die Organisatoren des Referendums fürchteten eine undemokratische Durchführung des Referendums, da (laut GeenPeil) nicht genügend Wahllokale eingerichtet würden und sich einige politische Parteien als Gegner des Referendums positioniert hätten. Die Kommission, die die Regierung in europäischen Angelegenheiten berät, gab am 18. Dezember 2015 eine positive Stellungnahme gegenüber dem niederländischen Außenminister zur Einladung von Wahlbeobachtern ab. Die Kommission empfahl außerdem die Durchführung einer Beobachtungsmission in der Vorwahlzeit. Die OSZE gab am 19. Januar 2016 bekannt, dass sie keine Wahlbeobachter in die Niederlande schicken werde, da sie in der Regel Wahlbeobachter nur zu Wahlen und nicht zu einem Referendum entsende. Darüber hinaus fänden im April 2016 Wahlen in mehreren Ländern statt, für die OSZE-Beobachter benötigt würden. Die OSZE verfüge jedoch nur über begrenzte Mittel.
Am 26. Januar 2016 schickte GeenPeil der OSZE erneut ein Schreiben, in dem sie um OSZE-Beobachter für das niederländische Referendum bat. Laut GeenPeil erfüllen die Niederlande die Richtlinien der europäischen Anti-Korruptionsarbeitsgruppe GRECO, die Wahlkampfspenden aus dem Ausland eindämmen oder sogar verbieten sollte, nicht. Mit der Spende des US-amerikanischen Milliardärs George Soros an Stem voor Nederland würden die Niederlande diese Richtlinien nicht einhalten. Der niederländische Außenminister Bert Koenders informierte die Zweite Kammer am 8. Februar über die Tatsache, dass die OSZE definitiv keine Wahlbeobachter bei diesem Referendum einsetzen werde.

### Anzahl der Wahllokale

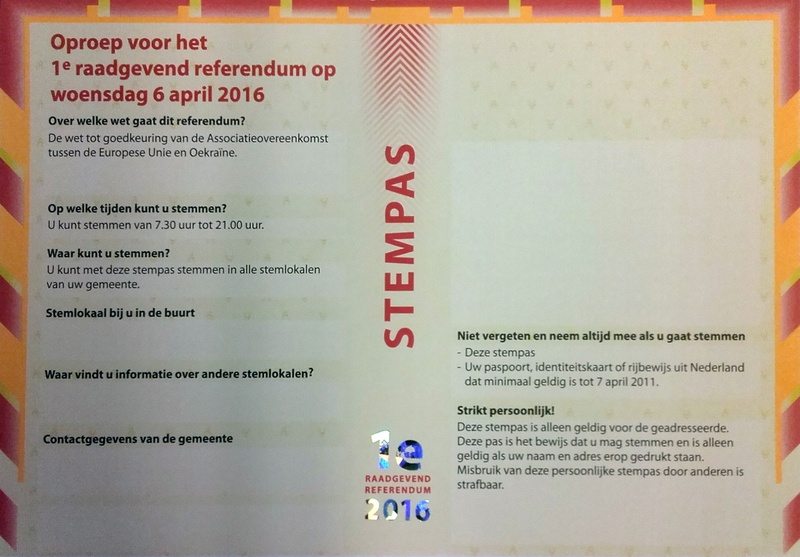
Wahlbenachrichtigung (stempas) zum Referendum

In den meisten Gemeinden gab es weniger Wahllokale als bei früheren Wahlen, und in einigen Gemeinden blieb die Zahl der Wahllokale gleich. Gemeinden, in denen die Zahl der Wahllokale reduziert wurde, nannten als Begründung vor allem die Erwartung einer geringen Wahlbeteiligung und die Organisationskosten. Im Vergleich zu den Wahlen für die Provinzparlamente im Jahr 2015 wurden rund zehn Prozent weniger Wahllokale eingerichtet.
Am 5. Februar 2016 wurde bekannt, dass der Publizist und Rechtsakademiker Thierry Baudet, Co-Initiator des Referendumsantrags und Anführer der Denkfabrik Forum voor Democratie, zusammen mit Unternehmer Erik de Vlieger den niederländischen Innenminister Ronald Plasterk verklagen wolle. Der Innenminister müsse laut den Klägern die Gemeinden zwingen, ausreichend Wahllokale einzurichten. Der Fall kam am 4. März in Den Haag vor Gericht. Das Gericht urteilte am 11. März, dass Innenminister Ronald Plasterk keine weiteren Wahllokale eröffnen müsse. Das Gesetz sage nichts über die Zahl der Wahllokale, die eine Gemeinde vorzuhalten habe. Darüber hinaus könnten die Gemeinden selbst entscheiden, welche Wahllokale am Tag des Referendums geöffnet werden. Außerdem sei der Staat nicht dazu verpflichtet, mehr Geld für die Organisation des Referendums bereitzustellen.
Die Stiftung GeenPeil leitete ein Eilverfahren gegen die Gemeinde Oldenzaal ein – eine der Gemeinden, in denen im Vergleich zu früheren Wahlen weniger Wahllokale eingerichtet wurden (5 von 17). Die Klage wurde am 3. März in Zwolle verhandelt. Am 8. März wies das Gericht die Klage ab. Laut dem Gerichtsurteil habe die Gemeinde Oldenzaal eine angemessene Entscheidung getroffen: Sowohl das Abstimmen als auch die Auswertung der Stimmen seien mit weniger großem Zeitaufwand verbunden als bei den Parlamentswahlen.
Das Forum voor Democratie leitete genauso wie die Stiftung GeenPeil ein Eilverfahren gegen eine Gemeinde ein, in der wenig Wahllokale eingerichtet werden sollten – nämlich gegen die Gemeinde Son en Breugel, die drei der normalen 10 Wahllokale eröffnen wollte. Das Forum voor Democratie hoffte dadurch zu erzwingen, dass alle Wahllokale eröffnet werden. Hindernisse in Gestalt einer verminderten Anzahl von Wahllokalen könnten laut eigener Aussage als „Behinderung des demokratischen Prozesses“ betrachtet werden. Das Gerichtsverfahren wurde am 4. März in ’s-Hertogenbosch verhandelt. Am 14. März urteilte das Gericht, dass die Gemeinde Son en Breugel mindestens sieben Wahllokale einrichten müsse. Laut dem Gericht gebe es einen ursächlichen Zusammenhang zwischen den angebotenen Wahleinrichtungen (Anzahl, Abstand, Lage) einerseits und der Wahlbeteiligung andererseits. Eine Reduzierung der Anzahl der Wahllokale um 70 % lasse vernünftigerweise eine negative Beeinflussung auf die Wahlbeteiligung erwarten.

## Argumente

### Befürwortende Argumente
Die Stiftung Stem voor Nederland, die die „Ja“-Kampagne organisierte, brachte folgende Argumente für das Assoziierungsabkommen vor:
- Die Ukraine sei mit einem Markt von 45 Millionen Einwohnern für eine Handelsnation wie die Niederlande interessant. Mehr Handel werde den Niederlanden ein Mehr an Wachstum und Arbeitsplätzen bieten. Die Ukraine erhalte Zugang zum europäischen Markt und könne dadurch ihre ungünstigen Zukunftsaussichten verbessern.

- Die Ukraine würde verpflichtet, grundlegende Reformen und eine gründliche Anpassung von Gesetzen und Vorschriften durchzuführen. Der Vertrag verankere demokratische Grundsätze und verbessere die Rechtsstaatlichkeit.

- Mit dem Kooperationsvertrag würden sich die Menschenrechte in der Ukraine verbessern. Die ukrainische Regierung habe zum Beispiel die Anerkennung des Internationalen Strafgerichtshofes in Den Haag zugesagt. Mit dem Vertrag bleibe in der Ukraine eine multiethnische Gesellschaft bestehen.

- Die Rechte der LGBT-Gemeinschaft in der Ukraine würden gestärkt. Im Herbst 2015 wurde im ukrainischen Parlament eine Gesetzesänderung angenommen, die eine Diskriminierung aufgrund sexueller Präferenz am Arbeitsplatz verbietet. Dies sei eine der Voraussetzungen für das Abkommen gewesen. LGBT-Organisationen in der Ukraine würden zeigen, dass wegen des europäischen Druckes positiven Veränderungen im Land der Weg bereitet werden würde. Es gebe mehr Polizeischutz gegen Hassverbrechen, und im Jahr 2015 habe zudem ein Gay Pride mit weniger Vorfällen stattfinden können.

- Dieser Kooperationsvertrag fördere den Tierschutz, unterstütze die Ukraine bei der Umsetzung des Kyoto-Protokolls und sorge dafür, dass die EU und die Ukraine eine Vereinbarung zur Reduzierung der CO2-Emissionen träfen.

- Mit der Unruhe an den Außengrenzen der EU stehe auch die niederländische Sicherheit unter Druck. Die EU müsse eine Friedens- und Stabilitätszone schaffen. Das Assoziierungsabkommen helfe dabei, eine stabile und wohlhabende Ukraine, die für diese Lösung gebraucht werde, aufzubauen.

- Der Ukraine werde dabei geholfen, ein stabiles Land mit einer reifen Demokratie, ohne Korruption und mit einer wohlhabenden Bevölkerung zu werden.

### Ablehnende Argumente
Die wichtigsten Träger der „Nein“-Kampagne, das Burgercomité-EU und die Denkfabrik Forum voor Democratie, führten folgende Argumente gegen das Assoziierungsabkommen an:
- Das Assoziierungsabkommen sei absolut kein Freihandelsabkommen, sondern ein Integrationsvertrag und damit eine Tür zur EU-Mitgliedschaft der Ukraine. Das Abkommen spreche buchstäblich von der „politische[n] Assoziation und [der] wirtschaftliche[n] Integration zwischen der Ukraine und der Europäischen Union“.

- Die ukrainische Wirtschaft sei sehr klein und würde durch den Krieg in der Ukraine und durch Korruption weiter schrumpfen. Nur 0,2 % der niederländischen Exporte würden in die Ukraine gehen. Dies sei ein Bruchteil des Handels mit Russland. Die Konfrontation zwischen der EU, den USA und Russland würde die niederländischen Beziehungen zu Russland schon seit Jahren verschlechtern; das Assoziierungsabkommen würde diese Beziehungen noch mehr schädigen. Die ukrainische Korruption würde sich wegen dieses Abkommens in die Niederlande einschleichen und dadurch Politik und Wohlstand beeinträchtigen.

- Der Ukraine werde „über die einschlägigen Finanzierungsmechanismen und -instrumente der EU“ das Recht auf finanzielle Unterstützung durch die EU gewährt. Die Lehre aus der griechischen Staatsschuldenkrise sei jedoch, dass diese Hilfe auch gegeben werde, ohne dass die Niederlande über die Verwendung dieser finanziellen Mittel etwas zu sagen haben werde.

- Der in einem Krieg befindlichen Ukraine würde militärische Hilfe und Unterstützung gegeben werden: „Die Vertragsparteien prüfen die Möglichkeiten für eine militärisch-technologische Zusammenarbeit“. Damit würden die Niederlande, ohne dass sie ein besonderes Interesse daran hätten, noch stärker in einem großen geopolitischen Konflikt hineingezogen werden.

- „Die Vertragsparteien treffen schrittweise Maßnahmen, mit denen zu gegebener Zeit eine Regelung für visumfreies Reisen eingeführt wird.“ Dadurch würde visumfreies Reisen möglich gemacht, nicht zuletzt auch für kriminelle Diebesbanden.

- Das Assoziationsabkommen habe zu einem Bürgerkrieg in der Ukraine geführt – jetzt werde die EU das Land kolonisieren. Mit dem Vertrag zwinge die EU die Ukraine, ihre Rechtsvorschriften an die europäische Gesetzgebung anzupassen, ohne dass sie als Nichtmitglied Einfluss auf den Brüsseler Gesetzgebungsprozess ausüben könne.

- Einfluss- und Machterweiterung der EU in der Ukraine würden zur Gründung von allerlei neuen Ausschüssen und Beratungsgremien führen, die EU-Beamten und -Politikern neue Machtmöglichkeiten zuspielen würden. Der Einfluss der Niederlande auf die Geopolitik der EU nehme durch diese Art von EU-Erweiterungen weiter ab.

Ende März 2016 sagten die Vorsitzenden der Initiative Burgercomité-EU in einem Interview mit dem NRC Handelsblad, dass es ihnen nicht um die Ukraine gehe, sondern darum, die EU aufzulösen oder einen sogenannten „Nexit“ (Kunstwort aus „Netherlands“ und „Exit“), das heißt einen Austritt der Niederlande aus der EU zu erzwingen. Arjan van Dixhoorn, der das Bündnis leitete, welches das Referendum ins Leben rief, sagte: „Die Ukraine kümmert uns wirklich nicht, das müssen Sie verstehen.“ Weiter sagte er: „Ein Nexit-Referendum ist bisher nicht möglich gewesen. Deshalb nutzen wir alle uns zur Verfügung stehenden Möglichkeiten, um Druck auf die Beziehung zwischen den Niederlanden und der EU auszuüben“. Der Abgeordnete Kees Verhoeven bezeichnete diese Aussagen als „schockierend“. Die Stellungnahme der Initiatoren des Referendums sei der ukrainischen Bevölkerung gegenüber ungerecht.

## Befürworter und Gegner

### Befürworter

#### Politik

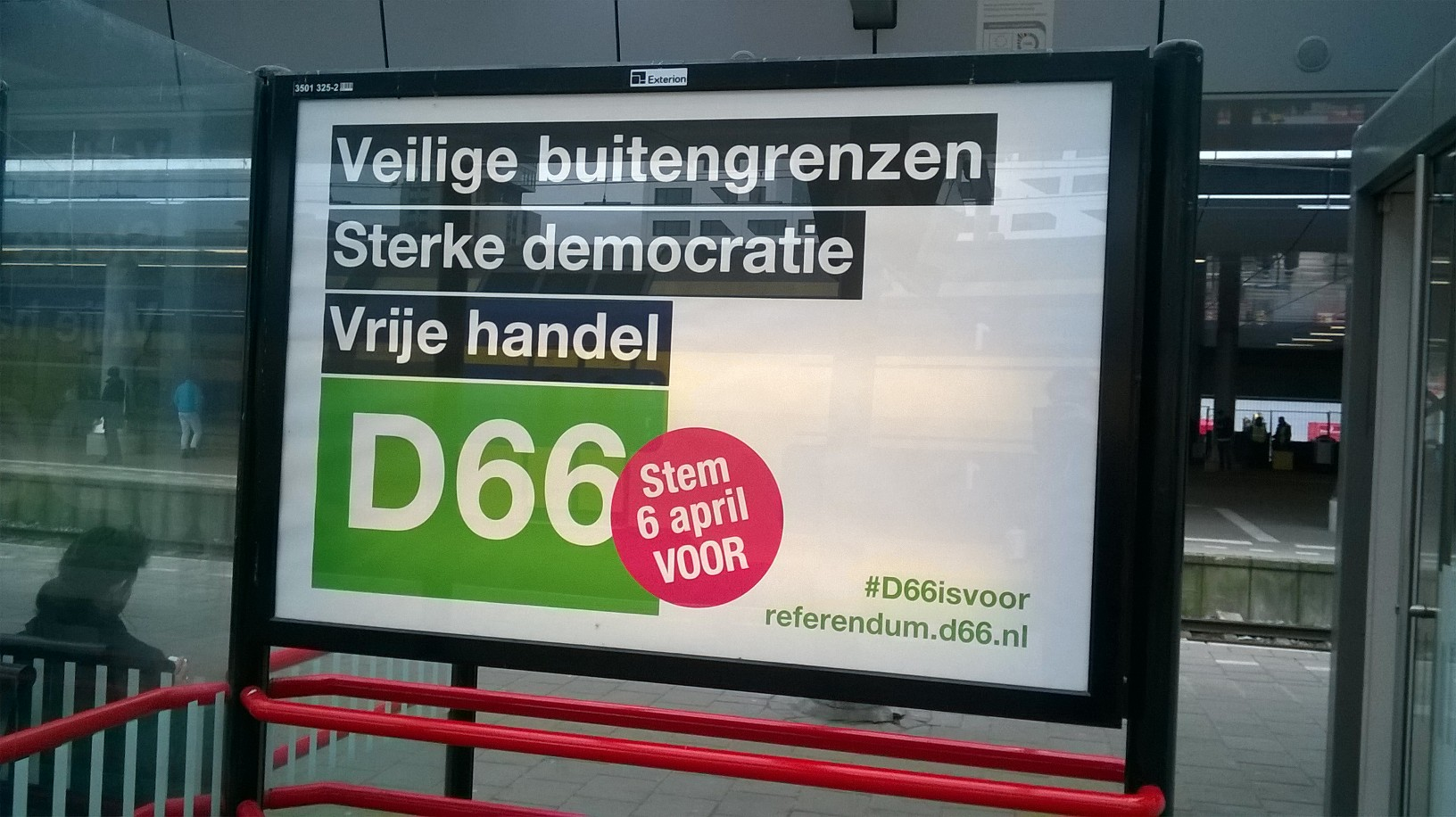
Kampagneposter von D66

Die Regierungsparteien VVD und PvdA sowie der CDA führten keine breit angelegte Kampagne durch. Die VVD ist dabei grundsätzlich gegen die Durchführung von Referenden. Die Regierungsparteien nahmen jedoch an Diskussionen über das Referendum teil. Die politische Jugendorganisation der PvdA, die Jonge Socialisten, organisierten eine Sichtbarkeitskampagne an Bahnhöfen, für die sie einen Zuschuss in Höhe von 50.000 Euro erhielt.
Die linksliberale Partei D66 war für den Vertrag und führte eine „Ja“-Kampagne, die vom Abgeordneten Kees Verhoeven geleitet wurde. D66 verwendete 50.000 Euro aus ihrer Parteikasse für die Kampagne. Darüber hinaus erhielt die Partei einen Zuschussbetrag in Höhe von 50.000 Euro für „Online-Anzeigen, die Verteilung von Postern, eine Anrufaktion und die Verteilung von Flugblättern“. Die Referendumskommission bewilligte außerdem der Partei GroenLinks einen Zuschussbetrag von 11.000 Euro für die Entwicklung und Verteilung von Flugblättern und für eine „Social-Media“-Kampagne. Die ChristenUnie war eine Befürworterin des Assoziierungsabkommens, aber gegen die Volksbefragung. Dennoch ermutigte sie ihre Anhänger, am Referendum teilzunehmen.

#### Vereine
Die „Ja“-Kampagne wurde von der Stiftung Stem voor Nederland organisiert. Diese wurde vom konservativen niederländischen politischen Aktivisten Joshua Livestro und dem ehemaligen PvdA-Vorsitzenden Michiel van Hulten gegründet.
Am 22. Januar 2016 wurde bekannt, dass Milliardär George Soros über seine Open Society Foundations 200.000 Euro an Stem voor Nederland gespendet hat. Der Zuschussantrag von Stem voor Nederland wurde von der Referendumkommission wegen fehlender Unterschriften auf dem Antragsformular zurückgeschickt.

#### International
Der ukrainische Präsident Petro Poroschenko sagte während eines Staatsbesuchs in den Niederlanden im November 2015 in einem Interview mit der niederländischen Zeitung NRC Handelsblad, dass das Referendum „Putin“ und „bewusst oder unbewusst der russischen Aggression in die Hände spielt“. Er sagte, die Vorstellung, „dass die Niederländer Geiseln eines politischen Spiels“ werden, sei zu verabscheuen. Außerdem meinte er: „Jeder sollte wissen, dass eine Stimme in der Volksabstimmung auch eine Stimme für oder gegen die Ukrainer ist, die ihr Leben für die europäischen Werte gegeben haben.“ Poroschenko sagte nach einem Gespräch mit dem niederländischen Ministerpräsidenten Mark Rutte, dass ein eventuelles „Nein“ nicht das Ende des Assoziierungsabkommens bedeuten werde. „Niemand kann uns stoppen. Es ist für uns der letzte Abschied von der Sowjetunion, vom Kommunismus“, sagte der ukrainische Präsident.
Der Präsident der Europäischen Kommission Jean-Claude Juncker warnte in einem Interview mit der niederländischen Zeitung NRC Handelsblad am 9. Januar 2016, dass ein niederländisches „Nein“ die „Tür zu einer großen kontinentalen Krise öffnen könnte“. Juncker war ebenfalls der Meinung, dass das Referendum Russland in die Hände spiele und dass es für „die Populisten, die die EU sprengen wollen“, Wasser auf die Mühlen sei. Der EU-Kommissionspräsident sagte, er hoffe, dass „die Niederländer nicht aus Gründen, die nichts mit dem Abkommen selbst zu tun haben, 'Nein' sagen“. Während der 14. Norbert-Schmelzer-Lesung am 3. März in Den Haag wiederholte Juncker seine Warnung: Ein niederländisches „Nein“ führe zu einer Destabilisierung in Europa. Juncker betonte weiterhin, dass es bei dem Abkommen nicht um den Beitritt der Ukraine zur Europäischen Union gehe. Eine Erweiterung der EU käme momentan überhaupt nicht in Frage. Juncker erklärte, dass die EU in der Vergangenheit in Sachen Erweiterung „ein bisschen zu viel Gas gegeben“ habe.
Herman Van Rompuy, der zu seiner Zeit als Präsident des Europäischen Rates stark in der Vereinbarung mit Kiew engagiert war, meinte in einem Interview mit der niederländischen Zeitung Trouw, ein „Nein“ in diesem Referendum sei eine „Blamage“ für die niederländische Regierung. Van Rompuy wies darauf hin, dass die niederländische Regierung dem Assoziierungsabkommen bereits zugestimmt habe. Wenn die Mehrheit der Wähler im Nachhinein das Assoziierungsabkommen ablehne, „mache dies die Niederlande zu einem weniger zuverlässigen Partner“, so Van Rompuy.

### Gegner

#### Politik
Die PVV, die SP und die Partij voor de Dieren waren Gegner des Abkommens und organisierten eine „Nein“-Kampagne. Die SP hat Zuschüsse bei der Referendumskommission beantragt. Der Abgeordnete Harry van Bommel, der die Kampagne organisiert, sagte, dass er 1.750 SP-Mitglieder für die Kampagne mobilisieren wolle. Die Partij voor de Dieren hat einen Zuschussbetrag von 50.000 Euro für eine Posterkampagne und einen Internetfilm erhalten.

#### Vereine
Die Denkfabrik Forum voor Democratie (nach der Kampagne zu einer Partei umgewandelt), angeführt von Thierry Baudet, Co-Initiator des Referendumsantrags, leitete die „Nein“-Kampagne. Nach Baudet sei die Ukraine mit dem Vertrag „Opfer der imperialistischen EU-Politik“. Forum voor Democratie erhielt einen Zuschuss in Höhe von 46.913 Euro von der Referendumskommission, um damit eine Konferenz zu organisieren.

#### International
Der russische Außenminister Lawrow gab nach der Unterzeichnung des Assoziierungsabkommens am 27. Juni 2014 an, dass die russische Regierung es respektieren werde, auch wenn sie dem Abkommen ablehnend gegenüberstehe. Die Gespräche zwischen der Europäischen Union und Moskau, die den Sorgen Russlands über den Vertrag galten, scheiterten am 21. Dezember 2015. Am 16. Januar 2016 berichtete die britische Zeitung The Daily Telegraph, dass die US-amerikanischen Sicherheitsdienste den „Einfluss Russlands auf das Referendum“ untersuchen würden. Laut der Zeitung berichteten „Quellen aus US-Geheimdiensten“, dass „Argumente, die von den Befürwortern des Referendums benutzt wurden, der russischen Propaganda sehr ähnlich sind.“ Das russische Außenministerium wies die „paranoiden“ Vorwürfe zurück. Nach Angaben des Ministeriums ist das Referendum eine „natürliche Reaktion auf die Außenpolitik der EU, die keine Rücksicht auf die öffentliche Meinung in den Mitgliedstaaten nimmt“. Moskau kritisierte die Kürzung der Zahl der Wahllokale und den „Widerstand des Referendums durch die niederländische Regierung“.
Der britische UKIP-Europaabgeordnete Nigel Farage kündigte Ende Februar an, dass er das „Nein“-Lager unterstütze. Farage nahm am 4. April an einer Debatte in Volendam teil. Farage hoffte, dass ein niederländisches „Nein“ Einfluss auf das Referendum über den Verbleib des Vereinigten Königreichs in der Europäischen Union, das am 23. Juni 2016 stattfand, haben werde.

### Neutral
Die Stiftung GeenPeil (angeführt von GeenStijl-Blogger Bart Nijman) organisierte eine neutrale Kampagne. Die Stiftung engagierte sich für eine hohe Wahlbeteiligung und wollte dafür 1.500 Freiwillige einsetzen. GeenPeil beantragte dafür einen Zuschuss bei der Referendumskommission, der Antrag wurde jedoch zunächst abgelehnt. Darauf beschloss die Stiftung, ihren Antrag zurückzuziehen. GeenPeil konnte schließlich über Crowdfunding Geld für ihre Kampagne einwerben.

## Umfragen
| Datum             | Für  | Gegen | Unentschlossen                     | Beteiligung     | Umfang       | Institut                                   |
| ----------------- | ---- | ----- | ---------------------------------- | --------------- | ------------ | ------------------------------------------ |
| 30.03.–01.04.2016 | 25 % | 40 %  | 11 % wschl. für, 12 % wschl. gegen | keine Angabe    | 27.253       | EenVandaag                                 |
| 23.03.–30.03.2016 | 36 % | 54 %  | 10 %                               | mindestens 32 % | keine Angabe | TNS Nipo                                   |
| 25.03.–28.03.2016 | 36 % | 47 %  | 18 %                               | mindestens 43 % | 2.382        | I&O Research                               |
| 13.03.–20.03.2016 | 40 % | 60 %  | nicht zutreffend                   | 24–37 %         | 3.000+       | Peil.nl                                    |
| 03.03.–07.03.2016 | 33 % | 44 %  | 23 %                               | mindestens 37 % | 2.510        | I&O Research                               |
| 19.02.–22.02.2016 | 19 % | 30 %  | 14 % wschl. für, 15 % wschl. gegen | keine Angabe    | 29.650       | EenVandaag                                 |
| 29.01.–08.02.2016 | 32 % | 38 %  | 30 %                               | mindestens 32 % | 2.388        | I&O Research                               |
| 01.02.–07.02.2016 | 40 % | 60 %  | nicht zutreffend                   | mindestens 26 % | 3.000+       | Peil.nl                                    |
| 12.01.–21.01.2016 | 31 % | 38 %  | 31 %                               | mindestens 34 % | 2.550        | I&O Research (i. Z. m. Universität Twente) |
| 18.12.–28.12.2015 | 13 % | 51 %  | 13 % wschl. für, 23 % wschl. gegen | mindestens 53 % | 27.151       | EenVandaag                                 |
| 03.12.–20.12.2015 | 25 % | 41 %  | 34 %                               | mindestens 28 % | 3.490        | I&O Research (i. Z. m. Universität Twente) |

## Ergebnis
Nach dem offiziellen Ergebnis stimmten 61 % der Abstimmenden mit „Dagegen“, d. h. lehnten das Abkommen ab. Die Wahlbeteiligung betrug 32,28 %. Damit war die Abstimmung formal gültig.

### Landesweites Ergebnis
| Stimmen           | Zahl       | Prozent |
| ----------------- | ---------- | ------- |
| Gültige Stimmen   | 4.113.613  | 99,08 % |
| Ungültige Stimmen | 38.000     | 0,92 %  |
| Abstimmende       | 4.151.613  | 32,28 % |
| Wahlberechtigte   | 12.862.658 | 100,0 % |
| Wahlentscheidung  |            |         |
| Dafür             | 1.571.874  | 38,21 % |
| Dagegen           | 2.509.395  | 61,0 %  |
| Leere Stimmzettel | 32.344     | 0,79 %  |

### Ergebnisse nach Provinzen
| Provinz                | Wahl- berechtigte | Wähler    | Beteiligung (%) | Ungültig (%) | Für       | Für  | Gegen     | Gegen |
| Provinz                | Wahl- berechtigte | Wähler    | Beteiligung (%) | Ungültig (%) | Zahl      | %    | Zahl      | %     |
| ---------------------- | ----------------- | --------- | --------------- | ------------ | --------- | ---- | --------- | ----- |
| Groningen              | 458.018           | 146.665   | 32,0            | 0,63         | 63.387    | 43,5 | 81.063    | 55,6  |
| Friesland              | 502.101           | 172.041   | 34,3            | 0,74         | 66.621    | 39,0 | 102.950   | 60,3  |
| Drenthe                | 383.387           | 128.583   | 33,5            | 0,76         | 50.696    | 39,7 | 76.171    | 59,7  |
| Overijssel             | 871.518           | 271.377   | 31,1            | 0,87         | 110.982   | 41,3 | 155.887   | 57,9  |
| Flevoland              | 290.521           | 97.276    | 33,5            | 0,53         | 29.356    | 30,3 | 66.809    | 69,0  |
| Gelderland             | 1.569.493         | 509.908   | 32,5            | 0,87         | 206.178   | 40,8 | 294.967   | 58,4  |
| Utrecht                | 954.484           | 330.977   | 34,7            | 0,88         | 146.357   | 44,6 | 178.231   | 54,3  |
| Noord-Holland          | 2.055.308         | 698.718   | 34,0            | 0,92         | 277.165   | 40,0 | 410.173   | 59,2  |
| Zuid-Holland           | 2.685.944         | 877.757   | 32,7            | 0,93         | 304.977   | 35,1 | 558.012   | 64,2  |
| Zeeland                | 290.872           | 91.278    | 31,4            | 1,06         | 30.853    | 34,2 | 58.963    | 65,3  |
| Noord-Brabant          | 1.915.001         | 555.174   | 29,0            | 1,06         | 201.256   | 36,6 | 343.296   | 62,5  |
| Limburg                | 871.472           | 271.323   | 31,1            | 1,14         | 83.836    | 31,3 | 182.567   | 68,1  |
| Karibische Niederlande | 14.539            | 536       | 3,7             | 1,49         | 210       | 39,8 | 306       | 58,0  |
| Niederlande            | 12.862.658        | 4.151.613 | 32,3            | 0,92         | 1.571.874 | 38,2 | 2.509.395 | 61,0  |

1. ↑  Bezogen auf die Gesamtzahl der abgegebenen Stimmen.
2. 1 2  Bezogen auf die Gesamtzahl der gültigen Stimmen.

### Wahlkarten

Mehrheiten in den Gemeinden: Dafür Dagegen
Wahlbeteiligung nach Gemeinden: über 30 % unter 30 %

Das Gesetz schreibt eine Wahlbeteiligung von mindestens 30 % vor. Wäre dieses Quorum nicht erreicht worden, wäre das Referendum ungültig gewesen. Da beim Referendum die Mindestbeteiligung erreicht wurde und eine Mehrheit gegen die niederländische Genehmigung des Vertrages mit der Ukraine stimmte, musste die niederländische Regierung nunmehr ihre Zustimmung zum Genehmigungsgesetz des Vertrages revidieren oder das Genehmigungsgesetz widerrufen. Als Antwort auf Fragen im Parlament vor dem Referendum gab Ministerpräsident Mark Rutte an, dass er auf den Ausgang des Referendums warten und sich vorher nicht dazu äußern werde.
Am 24. November 2015 führte der Mitinitiator GeenStijl seine eigenen Untersuchungen zur Frage durch, inwiefern die jeweiligen Parteien eine Akzeptanz des Referendumsergebnisses unterstützen würden. Die PvdA, die SP, der CDA, die PVV, die ChristenUnie, die SGP, die Partij voor de Dieren, VNL und 50PLUS bekundeten ihre Ansicht, dass die Regierung das Ergebnis respektieren solle, falls die Beteiligungshürde erreicht werde. Damit hat die Auffassung, dass die Regierung das Ergebnis des Referendums respektieren solle, eine Mehrheit in der Zweiten Kammer. Die VVD und D66 gaben an, sich nicht vorab festzulegen, sondern zunächst das Ergebnis abzuwarten.

## Reaktionen und Analysen
Nach der Bekanntgabe des vorläufigen Ergebnisses am 6. April 2016 gab Ministerpräsident Mark Rutte bekannt, dass die Niederlande den Vertrag „nicht einfach so“ ratifizieren würden. Über die Auswirkungen des Ergebnisses müsse nun zusammen mit der Regierung und Brüssel „Schritt für Schritt“ nach Lösungen gesucht werden, sagte Rutte.
Europaweit fielen die Reaktionen auf den Ausgang des Referendums unterschiedlich aus. Nigel Farage, der Führer der britischen UK Independence Party, der auch im Wahlkampf auf Seiten der Vertragsgegner aufgetreten war, begrüßte zusammen mit anderen britischen EU-Gegnern das Ergebnis als das „Ende der expansionistischen EU-Politik“. Der britische Premierminister David Cameron äußerte die Hoffnung, dass das niederländische Referendum nicht das anstehende britische EU-Referendum beeinflussen werde, da es um zwei ganz verschiedene Fragen ginge. EU-Kommissionspräsident Jean-Claude Juncker bedauerte das Ergebnis; Sprecher der Europaparlament-Fraktionen der Europäischen Volkspartei, der Sozialdemokraten und der Liberalen äußerten sich ähnlich.

## Evaluation durch den Wahlrat
Der Wahlrat veröffentlichte am 2. Juni 2016 eine Evaluation über den Verlauf des Referendums. Der Rat äußerte sich kritisch über die Weise, wie die Unterschriften für den Antrag zum Referendum eingereicht werden mussten. Diese Weise wurde vom Wahlrat als „umständlich, nicht sehr kundenfreundlich und nicht effizient“ bezeichnet. Außerdem kritisierte der Wahlrat, dass es für ihn unmöglich gewesen sei, die gesammelten Unterschriften auf Echtheit zu überprüfen. An der erforderlichen Wahlbeteiligung von 30 % übte der Wahlrat auch Kritik: Es sei unerwünscht, dass Wahlberechtigte zu Hause bleiben, um so eine Ungültigkeit des Referendums zu bewirken. Weiterhin empfiehlt der Wahlrat dem Kabinett, die Freiheit der Gemeinden, nach eigenem Ermessen Wahllokale zu setzen, einzugrenzen und Richtlinien über die Anzahl der Wahllokale zu erstellen. Der Wahlrat ist darüber hinaus der Auffassung, dass die Stimmzettel zu undeutlich gewesen seien.

## Endgültige Ratifizierung
Lange vor der Wahl hatten die Parteien mit einer Mehrheit im Unterhaus erklärt, sie würden das Ergebnis des Referendums respektieren. In der Wahlnacht sagte Ministerpräsident Rutte, dass die Niederlande im Falle eines Sieges der Gegner „den Vertrag nicht ohne weiteres unterzeichnen“ würden. Die Niederlande drängten bei der Europäischen Union auf eine Ergänzung des Abkommens, die bei den Gegnern auf Ablehnung stoßen könnte. Die Diskussion darüber innerhalb der EU wurde verschoben, um im Vorfeld des Brexit-Referendums im Juni 2016 Einigkeit zu demonstrieren. Gleichzeitig bemühte sich das Kabinett im Vorfeld um die Unterstützung der Opposition, die für eine Mehrheit im Senat erforderlich ist, erhielt diese aber nicht. Aufgrund der mangelnden Unterstützung wurden Vorbereitungen für ein Aufhebungsgesetz getroffen. Dies wurde geheim gehalten, um die Beziehungen zur Ukraine im Rahmen der Ermittlungen zu MH17 nicht zu beschädigen. Das Repräsentantenhaus verabschiedete Ende September 2016 einen Antrag, der den 1. November 2016 als Frist für eine Antwort des Kabinetts auf das Referendumsergebnis vorsieht.
Auf einem EU-Gipfel am 20. Oktober 2016 drängten die anderen Regierungschefs Rutte, den Vertrag doch noch zu ratifizieren. Das Kabinett machte sich nun daran, die D66, die Christliche Union, die Grüne Linke und vor allem die CDA davon zu überzeugen, doch für den Vertrag zu stimmen. Nach langem Drängen erhielt das Kabinett vom Senat genügend Signale, um die Ratifizierung doch noch zu ermöglichen. Kurz vor Ablauf der Frist am 31. Oktober kündigte Rutte an, dass er den Vertrag verhandeln und keinen Gesetzentwurf zur Aufhebung vorlegen wolle.
Die niederländische Regierung stellte mehrere Hauptpunkte fest, die ihrer Meinung nach der Grund für die Abstimmung gegen den Vertrag waren. Die Regierung verhandelte mit den anderen EU-Mitgliedstaaten über eine Ergänzung und Klarstellung des Vertrages, um diese Einwände auszuräumen. Auf einem EU-Gipfel am 15. Dezember 2016 stimmten die EU-Länder der Erklärung zu, die folgende Punkte enthielt:
1. keine Begründung des EU-Kandidatenstatus für die Ukraine durch dieses Abkommen
2. keine Garantien für militärische Hilfe oder Sicherheitsgarantien für die Ukraine
3. keine Freiheit der Ukrainer, sich in der EU aufzuhalten oder zu arbeiten
4. keine Erhöhung der bilateralen finanziellen Unterstützung für die Ukraine auf der Grundlage des Abkommens
5. das Ziel, auf die Verringerung der Korruption in der Ukraine hinzuarbeiten und (als letztes Mittel) das Abkommen auszusetzen, wenn nicht genügend Fortschritte erzielt werden.

Dieser Nachtrag wurde von den EU-Mitgliedstaaten gebilligt, nicht aber von der Europäischen Union oder der Ukraine. Anschließend wurde dem Parlament ein neues Ratifizierungsgesetz vorgelegt. Am 21. Februar 2017 verabschiedete das Repräsentantenhaus das Abkommen mit 89 Ja-Stimmen und 55 Nein-Stimmen. Am 30. Mai 2017 stimmte der Senat dem Abkommen mit 50 Ja-Stimmen und 25 Nein-Stimmen zu. Das bedeutete, dass das Abkommen vom niederländischen Parlament angenommen wurde. Anschließend hinterlegten die Niederlande ihre Ratifizierungsurkunde im Juni 2017 und beendeten damit ihre Ratifizierungsphase. Der Nachtrag trat mit Hinterlegung der Ratifikationsurkunde in Kraft. Nach der Hinterlegung taten dies auch die Europäische Union und Euratom, sodass das Abkommen am 1. September 2017 in Kraft treten konnte.